# Obidim Peak
Der Obidim Peak (englisch; bulgarisch връх Обидим wrach Obidim) ist ein 706 m hoher und felsiger Berg im Grahamland auf der Antarktischen Halbinsel. In den Erul Heights auf der Trinity-Halbinsel ragt er 2 km nordwestlich des Panhard-Nunatak, 1,25 km ostsüdöstlich des Coburg Peak und 3,04 km südsüdwestlich des Tschotschoweni-Nunataks auf. Der Cugnot-Piedmont-Gletscher liegt nordöstlich von ihm.
Deutsche und britische Wissenschaftler nahmen 1996 seine Kartierung vor. Die bulgarische Kommission für Antarktische Geographische Namen benannte ihn 2010 nach der Ortschaft Obidim im Südwesten Bulgariens.